# François Mocquard
François Mocquard (Leffond, Haute-Saône, 27 oktober 1834 - 19 maart 1917) was een Frans zoöloog en herpetologist.

## Loopbaan
In 1860 studeerde aan de universiteit van Besançon en specialiseerde zich in fysica, wiskunde en geneeskunde. Op latere leeftijd gooide hij zijn carrière over een andere boeg en ving hij studies in biologische wetenschappen aan in het laboratorium van de bekende zoöloog Alphonse Milne-Edwards in het Muséum national d'histoire naturelle van Parijs. In 1884 verkreeg hij zijn doctorstitel. Hij kreeg werk als assistent in het departement ichthyologie en herpetologie van het museum.
In zijn carrière heeft hij veel herpetologische taxa beschreven waaronder voornamelijk soorten uit Madagaskar, Tonkin, Borneo, Mexico and Centraal-Amerika. Er zijn enkele soorten later naar hem vernoemd, zoals Xenotyphlops mocquardi, Mantidactylus mocquardi en Mertensophryne mocquardi.

## Selectie van door Mocquard beschreven taxa
- Alluaudina
- Ansonia fuliginea
- Ansonia spinulifer
- Boophis miniatus
- Brachyophis
- Brachyophis revoili
- Chaperina
- Chaperina fusca
- Compsophis
- Cosymbotus craspedotus
- Ctenophryne geayi
- Ctenophryne
- Cyrtodactylus baluensis
- Geckolepis anomala
- Geckonia
- Heterixalus boettgeri
- Liopholidophis
- Paraclinus
- Paracontias
- Sabahphrynus maculatus

## Publicaties
- Recherches anatomiques sur l'estomac des crustacés podophtalmaires.
- Contribution à la faune herpétologique de la Basse-Californie.
- Recherches sur la faune herpetologique des iles de Borneo et de Palawan.
- Synopsis des familles, genres et espèces des reptiles écailleux et des batraciens de Madagascar.
- Études sur les reptiles. Mission Scientiﬁque au Mexique et dans l’Amérique Centrale. – Recherches zoologiques., in samenwerking met A.H.A. Duméril en M.F Bocourt.
- Sur un nouveau genre de Blenniidae voisin des Clinus (Acanthoclinus). Bulletin de la Société Philomáthique
- Révision des Clinus de la collection du Museum. Bull. Soc. Philomath
- Diagnoses de quelques reptiles nouveaux de Madagascar. C.R. Soc. philom. Paris
- Description de quelques reptiles et d’un batracien nouveaux de la collection du Muséum. Bulletin du Muséum d’Histoire Naturelle
- Voyage de Maurice Armand Chaper a Borneo. Nouvelle contribution a la faune herpétologique de Bornéo.

- Bibliothèque nationale de France: cb12564845p (data)
- International Standard Name Identifier: 0000 0000 0053 1267
- Base Léonore: LH//1891/30
- Nederlandse Thesaurus van Auteursnamen: 371050162
- Système universitaire de documentation: 034951180
- Virtual International Authority File: 66582570
- WorldCat: E39PBJhhtG8Vd3jCqPvWtVH9jC